# Catedral del Espíritu Santo (Estambul)
La Catedral del Espíritu Santo (en turco: Saint Esprit Kilisesi) es la catedral del vicariato apostólico de Estambul y está situada en la avenida Cumhuriyet, en el barrio de Pangaltı del distrito de Şişli, entre la plaza de Taksim y Nişantaşı, es una de las principales iglesias católicas en Estambul, Turquía.
Es la segunda mayor iglesia católica en la ciudad después de la Basílica de San Antonio de Padua.
La iglesia fue construida en el estilo barroco en 1846 bajo la dirección del arquitecto suizo-italiano Giuseppe Fossati y su colega Julien Hillereau.
La Iglesia ha sido un destino de varias visitas papales a Turquía, incluidas los de los Papas Pablo VI, el Papa Juan Pablo II y el Papa Benedicto XVI.
Una estatua del papa Benedicto XV se encuentra en el patio de la catedral.